# Jeffrey C. Alexander
Jeffrey Charles Alexander est un sociologue américain né le 30 mai 1947. Il est célèbre pour avoir mis en évidence l’importance de la culture en sociologie. Il a démontré que les actions et les dynamiques sociales ne s’expliquent pas uniquement par une logique rationnelle, mais aussi par les significations symboliques et émotionnelles qui les sous-tendent.
En s’opposant aux théories traditionnelles qui considéraient la culture comme un simple écho des forces économiques et politiques, Jeffrey C. Alexander a placé la culture au cœur de l'analyse sociologique. Alors que le marxisme percevait la culture comme une superstructure liée aux intérêts des classes dominantes et que le fonctionnalisme l'envisageait comme un facteur de stabilité, Alexander a réorienté l'analyse sociologique en plaçant la culture au centre. Il a montré que les symboles, récits et rituels culturels ne sont pas passifs, mais actifs dans la structuration des sociétés, influençant de manière décisive les comportements et les institutions sociales.
Dans les années 1990, Alexander a développé un ensemble de travaux regroupés sous le nom de Strong Program. Ce programme théorique défend l’idée que la culture doit être étudiée comme une force indépendante, influençant directement les actions sociales et les institutions.
Dès les années 2000, le Strong Program est devenu un mouvement majeur dans la sociologie, influençant les recherches sur la manière dont la culture façonne les sociétés modernes. Les concepts tels que les traumatismes culturels sont parmi les contributions marquantes de Jeffrey C. Alexander, ayant un impact durable sur les sciences sociales.

## Biographie

### Famille et enfance
Jeffrey C. Alexander naît le 30 mai 1947 à Milwaukee, Wisconsin (États-Unis).
Son père, Frederick Charles Alexander, travaille dans la publicité industrielle, où il occupe un poste de directeur de clientèle après avoir commencé comme rédacteur publicitaire. Il a une formation académique en ingénierie et a été rédacteur sportif pour The Daily Cardinal, le journal étudiant de l’Université du Wisconsin à Madison. Sa mère, Esther Leah Schlussmann, est diplômée en diététique de l’Université du Wisconsin à la fin des années 1930. Elle travaille d’abord comme diététicienne dans des hôpitaux à New York, puis, pendant la Seconde Guerre mondiale, dans une usine d’armement. Après la guerre, elle devient mère au foyer.
Les parents de Jeffrey Alexander affichent des convictions politiques libérales et démocrates. Ils suivent de près l’actualité politique, notamment dans le contexte américain marqué par le maccarthysme. Bien qu’ils ne soient pas membres du Parti communiste des États-Unis, ils critiquent ouvertement la persécution des sympathisants communistes de cette époque, soulignant régulièrement l’importance sociale des idéaux défendus par le mouvement communiste américain des années 1930.

### Adolescence
Jeffrey Alexander déménage avec sa famille à Los Angeles pendant sa jeunesse. À l’adolescence, son père, désireux de lui inculquer la valeur du travail, insiste pour qu’il occupe des emplois rémunérés plutôt que de recevoir de l’argent de poche. Il travaille ainsi comme garçon de plonge dans un club privé qui pratique ouvertement la discrimination en refusant l’admission de membres juifs. D’origine juive, il est personnellement marqué par cette première expérience de discrimination. À cette occasion, il fait la connaissance d’un collègue afro-américain plus âgé, également employé du club, engagé intellectuellement et critique à l’égard du Racisme et des injustices sociales. Il lui fait découvrir pour la première fois le terme « Afro-Américain », alors encore peu utilisé. Profondément marqué par ces échanges, Jeffrey Alexander rédige une nouvelle inspirée de cette rencontre et la soumet au magazine The New Yorker. Bien que le texte soit refusé, il reçoit des commentaires manuscrits encourageant son style littéraire.
Parallèlement, alors qu’il étudie à la University High School de Los Angeles, il est particulièrement influencé par un professeur d’anglais adepte du New Criticism, une méthode formaliste alors en vogue dans les études littéraires. Ce professeur, première figure intellectuelle importante de la vie d’Alexander, joue un rôle clé dans l’éveil de son intérêt pour les sciences humaines, puis pour la sociologie culturelle.
L’établissement compte alors environ 3 000 élèves issus de milieux sociaux, ethniques et culturels très variés, ce qui constitue pour lui une expérience formatrice du contact avec une société urbaine hétérogène.

### Études
Jeffrey Alexander s’inscrit ensuite à l’Université Harvard, où il obtient un baccalauréat en 1969 dans un programme interdisciplinaire intitulé « Social Studies », combinant théorie sociale, philosophie politique, psychologie et psychanalyse.
Pendant ses années à Harvard, dans le contexte de la guerre du Viêt Nam, il s’engage politiquement et rejoint le mouvement étudiant Students for a Democratic Society (SDS). Il participe à des groupes d’étude sur le marxisme et la théorie socialiste.
À l’origine, il aspire à jouer un rôle politique, inspiré par des figures libérales telles que Lyndon B. Johnson. Son intérêt intellectuel pour la sociologie est renforcé par une anecdote personnelle : alors qu’il fait la queue au cinéma à Los Angeles avec une amie, étudiante à Berkeley, il commente le comportement des personnes autour d’eux. Celle-ci lui suggère alors de devenir sociologue, mentionnant directement Erving Goffman, dont il découvre par la suite les travaux.
Un autre tournant décisif dans son parcours intellectuel a lieu lors d’un tutorat individuel à Harvard avec un doctorant en économie, qui l’initie aux œuvres de David Riesman, Kenneth Keniston, Herbert Marcuse, John Kenneth Galbraith et C. Wright Mills. Selon Alexander, ce tutorat a joué un rôle déterminant dans sa décision de poursuivre une carrière universitaire en sociologie.

#### Doctorat
Après Harvard, Jeffrey Alexander poursuit des études doctorales à l’Université de Californie à Berkeley, alors réputée pour sa culture académique progressiste et son rôle central dans les mouvements étudiants des années 1960.
C’est au cours de cette période à Berkeley qu’il identifie les sociologues avec lesquels il souhaite travailler : Neil Smelser, Robert N. Bellah et Leo Löwenthal. Tous trois rejoignent son comité de thèse, présidé par Robert Bellah, lui-même ancien élève de Talcott Parsons.
Au cours de sa formation doctorale, il suit également une psychanalyse à San Francisco, à raison de quatre séances par semaine pendant cinq ans et demi. Cette expérience influence significativement sa compréhension de la société et sa lecture critique des phénomènes sociaux.
Jeffrey Alexander obtient son Ph.D. en sociologie en 1978, avec une thèse intitulée Theoretical Logic in Sociology, publiée en quatre volumes :
- Volume 1 : Positivism, Presuppositions, and Current Controversies
- Volume 2 : The Antinomies of Classical Thought: Marx and Durkheim
- Volume 3 : The Classical Attempt at Theoretical Synthesis: Max Weber
- Volume 4 : The Modern Reconstruction of Classical Thought: Talcott Parsons

Cet ouvrage s’inscrit dans un mouvement intellectuel plus large visant à réévaluer et revitaliser les idées de Talcott Parsons, après une décennie de critiques dans la sociologie américaine.

### Parcours professionnel
Il travaille à l'université de Los Angeles à partir de 1974 avant de rejoindre l'université Yale en 2001 où il occupe la chaire Lillian Chavenson Saden de sociologie et est co-directeur du Centre de sociologie culturelle.
Alexander est l'auteur ou co-auteur de dix ouvrages. Il a été l'un des éditeurs de la revue Sociological Theory (journal), et il est actuellement co-éditeur du American Journal of Cultural Sociology.
Il a reçu des doctorats honorifiques de l'Université La Trobe, Melbourne et de l'University College Dublin, Irlande. En 2004, il a remporté le Clifford Geertz Award du meilleur article en sociologie culturelle et en 2008, le Mary Douglas Prize du meilleur livre en sociologie culturelle. Il a également reçu le Prix de la Théorie 2007 de la section de la théorie de l'American Sociological Association pour le meilleur article théorique. En 2009, il a reçu le prix de la Fondation Mattei Dogan en sociologie décerné par l'Association internationale de sociologie, remis tous les quatre ans pour récompenser des accomplissements de toute une vie à "un universitaire de très haut niveau dans la profession et de réputation internationale exceptionnelle".
Parmi ses étudiants figurent Ronald Jacobs, Philip Smith, Isaac Reed, Matthew Norton et Elizabeth Breese.

## Travaux et contributions scientifiques

### Contributions à la révision des théories fonctionnalistes en sociologie
Le fonctionnalisme est une théorie sociologique qui émerge au début du XXe siècle, principalement associée à des penseurs comme Émile Durkheim et Talcott Parsons. Cette approche considère la société comme un système complexe où chaque institution (normes, croyances, structures) joue un rôle crucial dans le maintien de la stabilité et de l’équilibre social. Talcott Parsons, l’une des figures majeures du fonctionnalisme, défendait que les sociétés fonctionnent de manière harmonieuse grâce à des structures bien définies qui remplissent des fonctions spécifiques, garantissant ainsi la cohésion sociale.
Cependant, cette théorie a souvent été critiquée pour son optimisme excessif à l’égard de la modernité et sa tendance à minimiser les conflits sociaux ou les dynamiques de changement.
Jeffrey C. Alexander, formé dans les années 1970 et 1980, a hérité de cette tradition fonctionnaliste, mais il a reconnu que certaines idées étaient devenues obsolètes ou inadéquates pour comprendre les complexités des sociétés contemporaines. Il a identifié plusieurs limites dans la vision de Parsons, notamment ses difficultés à intégrer les dimensions conflictuelles, créatives et imprévisibles de l’action humaine.
Pour pallier ces limites, Jeffrey C. Alexander a développé une révision du fonctionnalisme, connue sous le nom de néofonctionnalisme. Cette approche cherche à corriger les faiblesses du fonctionnalisme traditionnel tout en conservant ses aspects fondamentaux.
Ce renouveau théorique est apparu dans un contexte où des courants sociologiques plus critiques, comme le marxisme ou l’interactionnisme symbolique, dénonçaient les faiblesses du fonctionnalisme classique.
Le néofonctionnalisme de Jeffrey C. Alexander adapte les principes du fonctionnalisme pour analyser une société marquée par l’incertitude, la pluralité des perspectives et l’importance des interactions sociales imprévisibles.
Parmi les axes majeurs de cette approche figurent :
- Multidimensionnalité de l’analyse : Le néofonctionnalisme combine à la fois une analyse micro (comportement individuel) et macro (structure sociale), afin de saisir la complexité des dynamiques sociales, aussi bien dans les interactions quotidiennes que dans les grandes structures de la société[19].
- Incorporation du conflit : Contrairement au fonctionnalisme traditionnel, qui mettait l’accent sur la stabilité sociale, le néofonctionnalisme reconnaît que la société est traversée par des tensions, des divisions et des conflits, qui font partie intégrante de son fonctionnement normal et non pas de simples dysfonctionnements.
- Élargissement de la notion d’action humaine : Jeffrey C. Alexander met en avant l’importance de l’agentivité (capacité des individus à agir) et de la créativité des acteurs sociaux. Ces derniers sont considérés non pas comme des abstractions analytiques, mais comme des personnes réelles capables de modifier les structures sociales[20].
- Rejet de l’optimisme parsonien sur la modernité : Alors que Talcott Parsons considérait la modernité comme un système stable et fonctionnel, Jeffrey C. Alexander considère la société moderne comme instable, marquée par l’incertitude et la pluralité des perspectives[3].
- Interaction entre structure et action : Le néofonctionnalisme souligne la relation dynamique entre les structures sociales (institutions) et les actions humaines. Bien que les structures influencent les comportements, les actions humaines peuvent également transformer ces structures, rendant les institutions sociales soumises à un processus de changement constant[21].

### Contributions sur la prise en compte de la culture en sociologie
À partir de la fin des années 1980, le travail d'Alexander s'est orienté vers la sociologie culturelle.
À la suite de son réexamen des théories sociologiques classiques, Alexander élabore le Strong Program, un cadre théorique majeur pour comprendre l'influence indépendante de la culture. Ce programme défend l'idée que la culture ne doit pas être perçue comme un simple reflet des réalités matérielles ou des systèmes de pouvoir, mais qu'elle exerce une influence autonome et significative sur la structuration des institutions sociales et les comportements humains.
Il a montré que les symboles, les récits et les rituels culturels sont des forces actives, non seulement dans l’organisation des sociétés mais aussi dans la définition de leurs valeurs et de leurs identités collectives. Contrairement aux approches traditionnelles qui limitent la culture à une variable dépendante, subordonnée à des facteurs économiques ou politiques, Alexander soutient que la culture est une force motrice, capable de transformer la société elle-même.

#### Les influences duStrong Programen sociologie
Le Strong Program repose sur plusieurs principes fondamentaux qui ont profondément marqué la sociologie culturelle moderne :
- L'autonomie de la culture : Alexander postule que la culture doit être étudiée en tant que système indépendant de significations, constitué de symboles, de codes, de mythes et de récits. Ces éléments définissent la manière dont les individus et les groupes interprètent leur environnement social et prennent des décisions[3]. Cette autonomie culturelle signifie qu’elle ne doit pas être considérée comme une simple conséquence des forces économiques ou politiques, mais comme une force indépendante, capable de générer des effets sociaux propres[23].
- La centralité des symboles et des rituels : S'inspirant des travaux d'Émile Durkheim, notamment de son étude sur Les Formes élémentaires de la vie religieuse, Alexander met en lumière l'importance des rituels et des symboles dans les sociétés contemporaines. De la même manière que les sociétés tribales renforcent leur cohésion sociale à travers des rituels, les sociétés modernes utilisent des symboles et des récits collectifs pour affirmer leur identité et renforcer la solidarité sociale. Alexander montre que les rituels civiques et politiques modernes, tels que les commémorations publiques ou les cérémonies officielles, jouent un rôle similaire dans le maintien de l’ordre social[24].
- Une sociologie de la performance : Alexander introduit également la notion de "performance sociale", une approche qui considère les actions sociales comme des mises en scène symboliques. Selon lui, les individus ne se comportent pas uniquement en fonction d’intérêts rationnels ou économiques, mais participent activement à des performances publiques, où ils mobilisent des symboles et des récits pour légitimer ou contester des relations de pouvoir[25]. Par exemple, lors de crises sociales ou politiques, les performances publiques telles que les manifestations ou les discours peuvent remodeler les perceptions collectives et reconfigurer les structures sociales[26].

#### Travaux sur les traumatismes culturels
Dans la continuité de ses réflexions sur la culture, Alexander a introduit le concept de traumatisme culturel, démontrant comment certains événements marquants sont construits et interprétés par la société comme des traumatismes collectifs. Ce n'est pas tant l'événement en lui-même qui détermine cette mémoire collective, mais plutôt la manière dont il est raconté et intégré dans des récits culturels.
Études de cas : 
- L'Holocauste : Alexander explique que l'Holocauste n'a pas été immédiatement perçu comme un symbole universel du mal absolu. Ce statut a été construit progressivement à travers des récits et des cadres culturels. Ce processus de construction mémorielle a transformé cet événement historique en un pilier de la mémoire collective dans les sociétés occidentales[27]
- La crise du Watergate : Alexander analyse également la manière dont la crise du Watergate a évolué d’un incident politique mineur à un traumatisme collectif majeur. Initialement perçue comme une affaire politique, cette crise a progressivement pris de l'ampleur dans l'imaginaire collectif américain en devenant un symbole de la corruption et de la fragilité des institutions politiques[27].

Alexander distingue le traumatisme culturel du traumatisme individuel. Alors que le traumatisme individuel est souvent abordé en psychologie et est lié à des événements traumatisants pour l'individu, le traumatisme culturel repose sur un processus de négociation culturelle. Pour qu'un événement soit considéré comme traumatisant pour une société, il doit être interprété, raconté, et reconnu comme ayant un impact durable sur l'identité collective.
Ce processus de redéfinition permet à une société de percevoir ces événements comme constitutifs de leur identité collective et de leur patrimoine mémoriel, modifiant leur perception du passé et influençant les décisions futures.

#### Travaux sur les performances sociales
Au milieu des années 2000, Alexander s'est intéressé aux moyens par lesquels les acteurs créent des performances sociales ou culturelles, qui sont "le processus social par lequel les acteurs, individuellement ou en concert, affichent pour les autres la signification de leur situation sociale".
Dans ce cadre, Alexander introduit la notion de pragmatique culturelle, qui décrit la manière dont les acteurs sociaux alignent des récits, des symboles et des dispositifs scéniques pour créer une performance cohérente et émotionnellement engageante. Cette performance doit être perçue comme authentique pour réussir.
Études de cas : 
- Lors d'une crise nationale, un discours présidentiel ne se limite pas à transmettre des informations, mais sert de plateforme symbolique pour incarner les valeurs fondamentales de la société et générer un sentiment d'unité[29].
- Un autre exemple concret est la manière dont les manifestations politiques ou les crises sociales peuvent être interprétées comme des performances sociales, dans lesquelles les manifestants et les gouvernements mettent en scène des représentations du bien et du mal, tentant de mobiliser l'opinion publique pour légitimer leur cause. Alexander montre, à travers l'étude de la révolution égyptienne de 2011, comment les performances publiques ont transformé Hosni Moubarak en symbole de la corruption et les manifestants en figures de justice et de renouveau[24].

#### Conscience iconique
Ces dernières années, Alexander a tourné son attention vers les aspects matériels de la culture, étendant sa propre branche de la sociologie culturelle vers l'esthétique et en particulier les icônes. Il définit la conscience iconique comme le moment où "une matérialité esthétiquement façonnée signifie une valeur sociale. Le contact avec cette surface esthétique, que ce soit par la vue, l'odorat, le goût, le toucher, fournit une expérience sensorielle qui transmet un sens...".
L'approche de la conscience iconique se concentre sur la manière dont les objets matériels et esthétiques véhiculent des significations culturelles profondes. Selon Alexander, ces objets jouent un rôle central dans la transmission des valeurs sociales et le renforcement de l'identité collective.
La conscience iconique se manifeste lorsque des objets visuels ou sensoriels incarnent des valeurs sociales et symboliques. Ces objets, tels que des monuments, des œuvres d'art ou même des figures publiques, agissent comme des condensateurs de significations symboliques, permettant aux sociétés de maintenir et de renforcer des normes sociales par des moyens matériels et visuels.
Par exemple, des monuments tels que la Statue de la Liberté ou le Mur de Berlin ne sont pas seulement des constructions physiques, mais des symboles de récits culturels et historiques qui ancrent des valeurs partagées dans la conscience collective. Alexander montre également que les célébrités, comme Elvis Presley, peuvent être perçues comme des icônes vivantes, représentant des transformations sociales profondes, telles que la transgression et le renouveau dans l'Amérique des années 1950.
La conscience iconique permet ainsi de mieux comprendre le rôle des objets matériels dans la culture contemporaine, en soulignant leur capacité à incarner des significations sociales et à produire du lien social.
Des études suivant l'approche d'Alexander se sont intéressées, par exemple, aux manières dont l'architecture est ancrée dans une structure de signification profonde et a une résonance émotionnelle forte avec la société qui la fréquente.
D'autres ont étendu l'idée de la conscience iconique au domaine des célébrités, et ont exploré comment les célébrités, d'une part, présentent une "surface" esthétique attrayante et, d'autre part, condensent et véhiculent un lieu de significations profondes qui résonnent avec le public.

#### Travaux sur les révolutions performatives
À la suite de la révolution égyptienne, Alexander a mené une étude des mois révolutionnaires d'un point de vue sociologique culturel, appliquant certaines de ses théories antérieures pour comprendre les moyens par lesquels les diverses protestations exprimées par les manifestants, les journalistes, les blogueurs et les acteurs publics ont finalement persuadé l'armée égyptienne de se retourner contre le régime.
Selon lui, l'effondrement du régime de Hosni Moubarak peut être compris comme une performance révolutionnaire orchestrée par différents acteurs visant à convaincre la population et l'armée que Moubarak représentait une menace pour l'Égypte.
Jeffrey C. Alexander décrit les manifestations de masse non seulement comme des expressions de colère politique, mais aussi comme des performances sociales structurées, utilisant des symboles et des récits puissants pour créer une opposition binaire entre les manifestants et le régime. Il démontre comment les manifestants ont réussi à transformer Moubarak en symbole de la corruption et de l'injustice, tandis qu'eux-mêmes incarnaient la justice et le renouveau. Cette dichotomie symbolique a été cruciale pour générer une identification émotionnelle et un soutien populaire.
Les manifestations sur la place Tahrir ont joué un rôle clé dans cette performance. Les slogans, les bannières, et les actions symboliques des manifestants ont contribué à renforcer une conscience collective contre le régime. Selon Alexander, ces éléments n'étaient pas de simples tactiques politiques, mais des mises en scène symboliques qui ont mobilisé des récits profondément ancrés dans la culture égyptienne, permettant aux manifestants de gagner le soutien émotionnel de la population et de l'armée. Ce processus performatif a également eu un impact sur les médias mondiaux, qui ont amplifié cette mise en scène, solidifiant ainsi l'opposition au régime dans l'opinion internationale.
Alexander parle ainsi de la révolution égyptienne comme d'une véritable performance sociale, où chaque acteur a joué un rôle dans la création d'une narration collective contre le pouvoir en place. Ces performances publiques ont été essentielles dans le changement de régime, non seulement par leur force politique, mais aussi par leur capacité à manipuler des symboles puissants et des répertoires culturels pour transformer une crise politique en une révolution réussie.

## Publications clés

### Articles sélectionnés
- Alexander, Jeffrey C. La sociétalisation des problèmes sociaux : pédophilie dans l'Église, piratage téléphonique et crise financière. American Sociological Review, 83 (6) : 1049–1078, 2018.
- Alexander, Jeffrey C. Traumatisme culturel, moralité et solidarité : la construction sociale de l’« Holocauste » et d’autres meurtres de masse. Thesis Eleven, 132 (1) : 3–16, 2016.
- Alexander, Jeffrey C. Le destin du dramatique dans la société moderne : théorie sociale et avant-garde théâtrale. Theory, Culture & Society, 31 (1) : 3-24, 2014.
- Alexander, Jeffrey C. Pouvoir iconique et performance : le rôle du critique. In: Iconic Power: Materiality and Meaning in Social Life, éd. (avec Dominik Bartmanski et Bernhard Giesen), Palgrave Macmillan, 25–38, 2012.
- Alexander, Jeffrey C. Clifford Geertz et le programme fort : les sciences humaines et la sociologie culturelle. Cultural Sociology, 2 (2) : 157–169, 2008.
- Alexander, Jeffrey C. Conscience iconique : le sentiment matériel du sens. Environment and Planning D: Society and Space, 26 : 782–794, 2008.
- Alexander, Jeffrey C. Sur la construction sociale des universaux moraux. Réimprimé dans : Alexander et al., Cultural Trauma and Collective Identity. University of California Press, 196–263, 2004.
- Alexander, Jeffrey C. Pragmatique culturelle : performance sociale entre rituel et stratégie. Sociological Theory, 22 : 527–573, 2004.
- Alexander, Jeffrey C. Du fond du désespoir : performance et contre-performance le 11 septembre. Sociological Theory, 22 (1) : 88–105, 2004.
- Alexander, Jeffrey C. Le renouveau religieux de Durkheim, avec Philip Smith (essai critique, E. Durkheim/K. E. Fields trad., Les formes élémentaires de la vie religieuse). American Journal of Sociology, 102 (2) : 585–592, 1996.
- Alexander, Jeffrey C. La nouvelle théorie critique de Habermas : promesse et problèmes. American Journal of Sociology, 91 : 400–424, 1985.
- Alexander, Jeffrey C. Volontarisme formel et substantiel dans le travail de Talcott Parsons : réinterprétation théorique et idéologique. American Sociological Review, 43 : 177–198, 1978.

### Livres récents
- Obama Power (avec Bernadette Jaworsky, Polity 2014)
- The Dark Side of Modernity (Polity 2013)
- Trauma: A Social Theory (Polity 2012)
- Performative Revolution in Egypt: An Essay in Cultural Power (Bloomsbury USA, 2011)
- Performance and Power (Polity, 2011)
- Interpreting Clifford Geertz: Cultural Investigation in the Social Sciences (Palgrave Macmillan, 2011) (dir., avec Philip Smith et Matthew Norton)
- The Performance of Politics: Obama's Victory and the Democratic Struggle for Power (Oxford University Press, 2010)
- The New Social Theory Reader (2e éd.) (Routledge, 2008) (avec Steven Seidman)
- A Contemporary Introduction to Sociology: Culture and Society in Transition (Paradigm Publishers, 2008) (avec Kenneth Thompson)
- The Civil Sphere (Oxford University Press, 2006)
- Social Performance: Symbolic Action, Cultural Pragmatics, and Ritual (Cambridge University Press, 2006) (avec Bernhard Giesen et Jason Mast)
- The Cambridge Companion to Durkheim (Cambridge University Press, 2005) (dir., avec Philip Smith)
- Cultural Trauma and Collective Identity (University of California Press, 2004) (avec Ron Eyerman, Bernhard Giesen, Neil J. Smelser et Piotr Sztompka)
- The Meanings of Social Life: A Cultural Sociology (Oxford University Press, 2003)
- Narrating Trauma: On the Impact of Collective Suffering (Paradigm Publishers, 2011) (avec Ron Eyerman et Elizabeth Butler Breese)